# Sylfest Glimsdal
Sylfest Glimsdal, né le 9 octobre 1966 à Fagernes, est un biathlète norvégien.

## Biographie
Glimsdal est présent en Coupe du monde à partir de 1988, montant rapidement sur son premier podium en relais à Antholz. Aux Championnats du monde 1989, il remporte la médaille de bronze dans le relais.
C'est lors de la saison 1991-1992, qu'il émerge sur le plan individuel, finissant troisième du classement général de la Coupe du monde après ses premiers podiums individuels. En 1994, il remporte le sprint de Canmore et celui de Pokljuka. Cete année là, il participe à ses troisièmes Jeux olympiques à Lillehammer en Norvège, signant notamment une neuvième place sur l'individuel.
En 1998, malgré une victoire en Coupe du monde à Östersund, il n'est pas sélectionné pour les Jeux olympiques de Nagano. il termine cependant la saison par un titre de champion du monde par équipes avec Egil Gjelland, Halvard Hanevold et Ole Einar Bjørndalen.

## Palmarès

### Jeux olympiques d'hiver
| Épreuve / Édition   | Individuel | Sprint | Relais |
| ------------------- | ---------- | ------ | ------ |
| JO 1988 Calgary     | 39e        | -      | -      |
| JO 1992 Albertville | -          | 24e    | -      |
| JO 1994 Lillehammer | 9e         | 53e    | -      |

Légende :
- — : pas de participation à l'épreuve

### Championnats du monde
- Championnats du monde 1989 à Feistritz :
  -  Médaille de bronze en relais.
- Championnats du monde 1992 à Novossibirsk :
  -  Médaille d'argent de la course par équipes.
- Championnats du monde 1998 à Hochfilzen :
  -  Médaille d'or de la course par équipes.

### Coupe du monde
- Meilleur classement général : 3e en 1992.
- 7 podiums en épreuve individuelle : 3 victoires, 3 deuxièmes places et 1 troisième place.
- 8 podiums en relais, dont 1 victoire.

#### Détail des victoires individuelles
| Saison / Épreuve | individuel | Sprint   | Poursuite | Mass start | Total |
| 1993-1994        |            | Canmore  |           |            | 1     |
| 1994-1995        |            | Pokljuka |           |            | 1     |
| 1997-1998        | Östersund  |          |           |            | 1     |
| Total            | 1          | 2        | 0         | 0          | 3     |

#### Classements annuels
| Année | Classement général final |
| 1988  | 47e                      |
| 1990  | 75e                      |
| 1991  | 39e                      |
| 1992  | 3e                       |
| 1993  | 19e                      |
| 1994  | 13e                      |
| 1997  | 34e                      |
| 1998  | 24e                      |
| 1999  | 18e                      |
| 2000  | 38e                      |